# ثلاثي ميثيل الفوسفين
ثلاثي ميثيل الفوسفين هو مركب فوسفور عضوي صيغته C3H9P ويوجد على شكل سائل عديم اللون.
يعد هذا المركب من مشتقات الفوسفين.

## التحضير
يمكن أن يحضر المركب من تفاعل ثلاثي فينيل الفوسفيت مع ملح غرينيار كلوريد ميثيل المغنسيوم:
{\displaystyle \mathrm {3\ CH_{3}MgCl+P(OC_{6}H_{5})_{3}\longrightarrow P(CH_{3})_{3}+3\ C_{6}H_{5}OMgCl} }

## الخواص
يوجد المركب في الشروط القياسية على شكل سائل عديم اللون، وهو قابل للامتزاج مع المذيبات العضوية؛ لكنه غير قابل للامتزاج مع الماء. يتفاعل ثلاثي ميثيل الفوسفين مع الأحماض ليعطي أملاح من النمط HPMe3]X]. يعطي أكسدة هذا المركب أكسيد الفوسفين؛ كما يتفاعل مع برومو الميثان ليعطي بروميد رباعي ميثيل الفوسفونيوم.
تكون بنية هذا المركب على شكل هرمي ويتبع تقريباً من حيث التناظر الزمرة النقطية C3v. تبلغ زاوية الرابطة C–P–C مقدار 98.6°. يستخدم الفوسفور المدارات p في إنشاء الروابط، لذلك يكون للزوج غير الرابط سمة المدار S في هذا المركب.

## الاستخدامات
يستخدم ثلاثي ميثيل الفوسفين في مجال الكيمياء العضوية الفلزية وذلك على شكل ربيطة. تبلغ قيمة الزاوية المخروطية عادة للربيطة مقدار 118°.